# Ilanga
Ilanga is een geslacht van weekdieren uit de klasse van de Gastropoda (slakken).

## Soorten
- Ilanga agulhaensis (Thiele, 1925)
- Ilanga bicarinata (A. Adams & Reeve, 1850)
- Ilanga biradiatula (Martens, 1902)
- Ilanga discus Herbert, 1987
- Ilanga furtiva Herbert, 1987
- Ilanga gotoi (Poppe, Tagaro & Dekker, 2006)
- Ilanga humillima (Thiele, 1925)
- Ilanga impolita Herbert, 1987
- Ilanga kilburni Herbert, 1987
- Ilanga konos (Vilvens, 2009)
- Ilanga laevissima (Martens, 1881)
- Ilanga lirellata Herbert, 1987
- Ilanga maculicincta Herbert, 1987
- Ilanga norfolkensis (B. A. Marshall, 1999)
- Ilanga platypeza Herbert, 1987
- Ilanga polita Herbert, 1987
- Ilanga rhyssomphala Herbert, 1987
- Ilanga whitechurchi (Turton, 1932)